# لوئی-پل امفده
لوئی-پل امفده (فرانسوی: Louis-Paul M'Fédé‎؛ ۲۶ فوریهٔ ۱۹۶۱ – ۱۰ ژوئن ۲۰۱۳) بازیکن فوتبال اهل کامرون بود.
از باشگاه‌هایی که در آن بازی کرده‌است می‌توان به باشگاه فوتبال استاد رنس و باشگاه فوتبال رن اشاره کرد.
وی همچنین در تیم ملی فوتبال کامرون بازی کرده‌است.